# Hyacinthe Rigaud

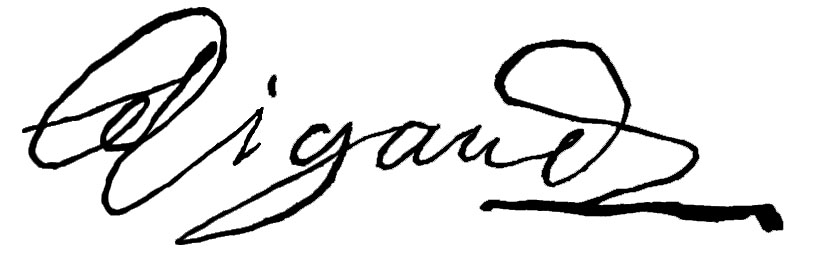
Hyacinthe Rigaud aláírása

Hyacinthe Rigaud, született Híacint Francesc Honrat Mathias Pere Martyr Andreu Joan Rigau-Ros y Serra (Perpignan, 1659. július 20. – Párizs, 1743. december 27.) katalán származású francia festő.
Különösen azzal vált híressé, hogy XIV. Lajos francia király híres portréján a Napkirályként festette meg koronázási öltözékében, így 1701-ben Versailles-ban elnyerte a Peintre de Roi (a király festője) kitüntető címet. Rubens, Van Dyck és Rembrandt mellett a barokk kor vezető portréművészei között tartják számon.
Jacques Thuillier, a Collège de France professzora szerint „Hyacinthe Rigaud azon francia festők egyike volt, akik az ancien régime idején a leghíresebb portréművészek közé tartoztak. Ezt a csodálatot nagyon megérdemelték a rengeteg alkotás és az állandó tökéletesség miatt."
Műveivel Rigaud nemcsak a versailles-i udvar pompáját ünnepelte, hanem kifejezte a francia Bourbon-dinasztia iránti hűségét is, amelynek tagjait családja négy generáción át ábrázolta. Dolgozott az arisztokráciának, a papságnak, polgároknak, pénzembereknek, nemeseknek, iparosoknak és minisztereknek is, együttműködve egy igazi, szinte teljes arcképcsarnok létrehozásában a francia királyság kiemelkedő személyiségeiről 1680 és 1740 között. Képtermésének egy részét, bár kisebbségben, kevésbé ismert szereplők alkotják, például barátok, rokonok, más művészek vagy egyszerű kereskedők.

## Élete

### Származása és családja

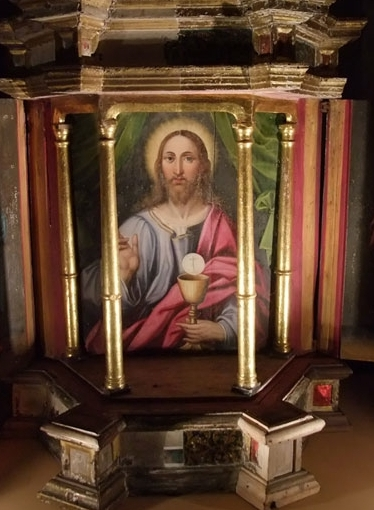
A Palau-del-Vidre plébániatemplom tabernákulumát Honorat Rigau, Hyacinthe dédapja festette 1609-ben

Rigaud Perpignanban született, abban a városban, amely néhány hónappal születése után, a Pireneusi béke (1659. november 7.) értelmében Spanyolországtól Franciaországhoz került. 1659. július 20-án a perpignani katedrális keresztelőkútjánál keresztelték meg.
Hyacinthe apja, Mathias szabóként a székesegyháznak dolgozott, ahol festőként is működött, mivel számos őse űzte ezt a hivatást, különösen oltárképek, tabernákulumok és templomi liturgikus tárgyak díszítésében, pl. Palau-del-Vidre, Perpignan, Amélie-les-Bains templomaiban). Hyachinthe nagyapja, Jacinto és még apja előtt Honorat szintén aranyozók voltak, a 16. század végétől saját műhellyel rendelkeztek a városban, és jeles tagjai voltak szakmájukban a helyi céhnek. Hyacinthe anyja, Therese Faget (1634–1655) egy helyi asztalos lánya volt, aki 1647. március 13-án ment feleségül Mathias-hoz. Nem sokkal később Mathias megözvegyült, és 1655. december 20-án elvette Maria Serrát (1638–1721), egy perpignani szabó és vászonkereskedő lányát. Házasságuk évében a pár úgy döntött, hogy új házat vesz a városi katedrális közelében, ahol Hyacinthe felnőtt és tanult.

### Alapképzése

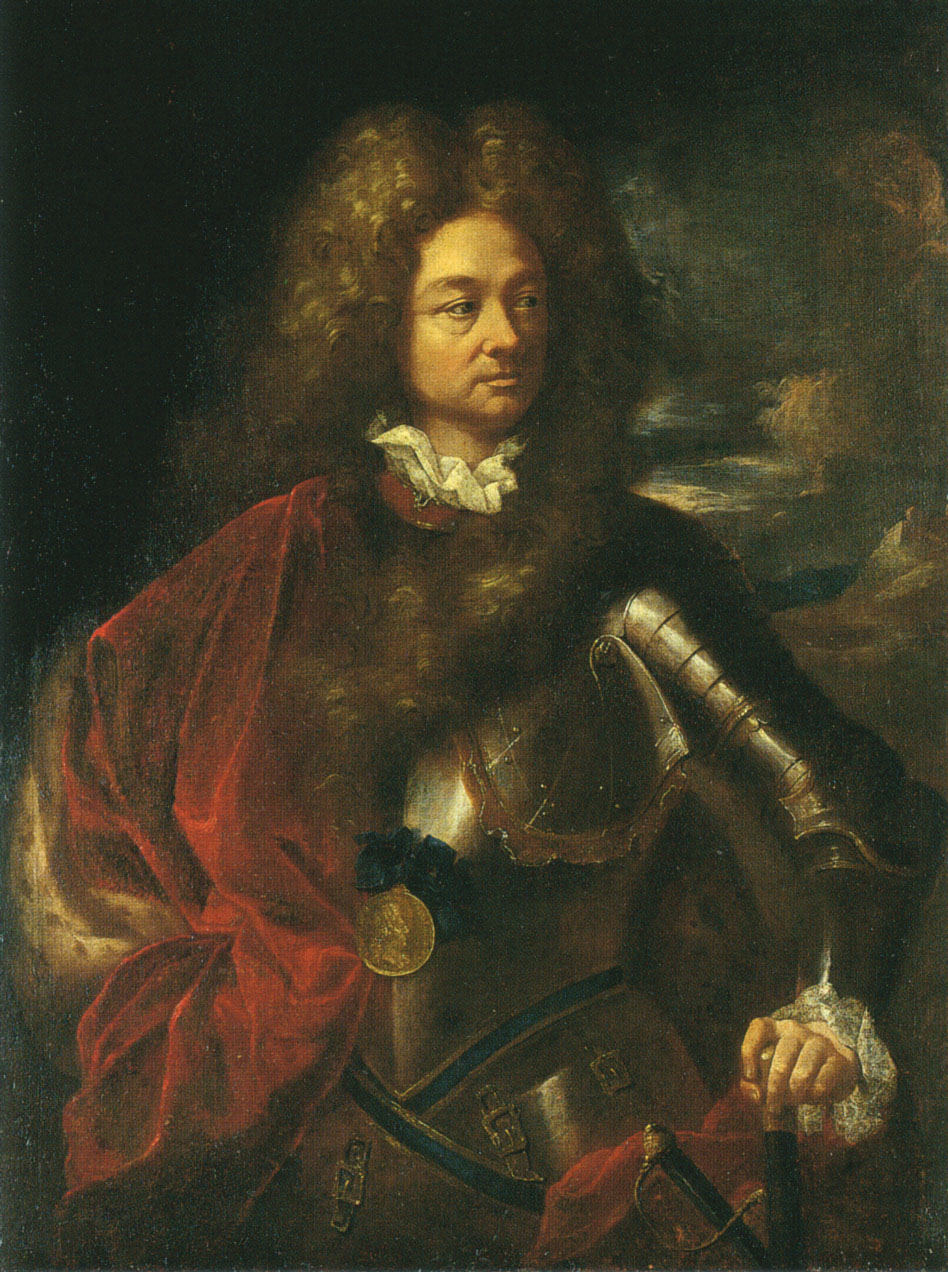
Albert Manuel ezredes portréja, fiatalabb Antoni Guerra festménye. Nyilvánvaló, hogy az ifjú Rigaud ezekből a munkákból merített ihletet

Amit az ifjú Hyacinthe a festészetről tanult, azt valószínűleg a saját családján belüli képzésnek köszönhette, az apja által átadott alapelemekkel, talán azoknak a modelleknek is köszönhetően, amelyek felnőttkorában befolyásolták portréművészetét. Rigaud festészetére a kezdetektől fogva hatással volt a korabeli katalán festészet egyik legemblematikusabb alakja, idősebb Antoni Guerra (1634–1705) művészete, aki egyben tanára is volt a korabeli katalán festészetnek, fia ifjabb Antoni Guerra (1666–1711). Hogy volt-e kapcsolat e két festőcsalád között, akik ugyanabban a városban dolgoztak, azt nem tudni biztosan, bár Rigaud munkásságában minden bizonnyal jelentős volt a Guerrák hatása. Apja szakmája révén alkalmasint megtanította a drapériák készítésére, valamint a szövetek színeinek és árnyékainak tanulmányozására.
Apja 1669-ben bekövetkezett halála után Jyacintho Rigau (Hyacinthe Rigaud francia neve, amelyet csak az udvarba való beiktatása után kapott) köztudott, hogy Pierre Chypolt carcassonne-i aranyozónál dolgozott. A munkaszerződésben nagyon dicsérik Rigaud aranyozó képességeit, amelyet aztán a festő itöbbször kamatoztatott is a francia királyi udvarnál eltöltött évei alatt.
Az a korabeli anekdotát, amely szerint Rigaud egy feltételezett Ros grófjának pártfogoltja vagy akár leszármazottja is lett volna, mára a festő életéből származó puszta koholmánynak bizonyult, amelyet Henry Van Hulst tiszteletbeli akadémikus írt 1716-ban Toszkána nagyhercegének, Cosimo III de' Medicinek. Ez a félreértés valószínűleg a művész apja spanyol dinasztiájának kettős vezetéknevéből adódik.

### Pályája

#### Képzése Languedocban

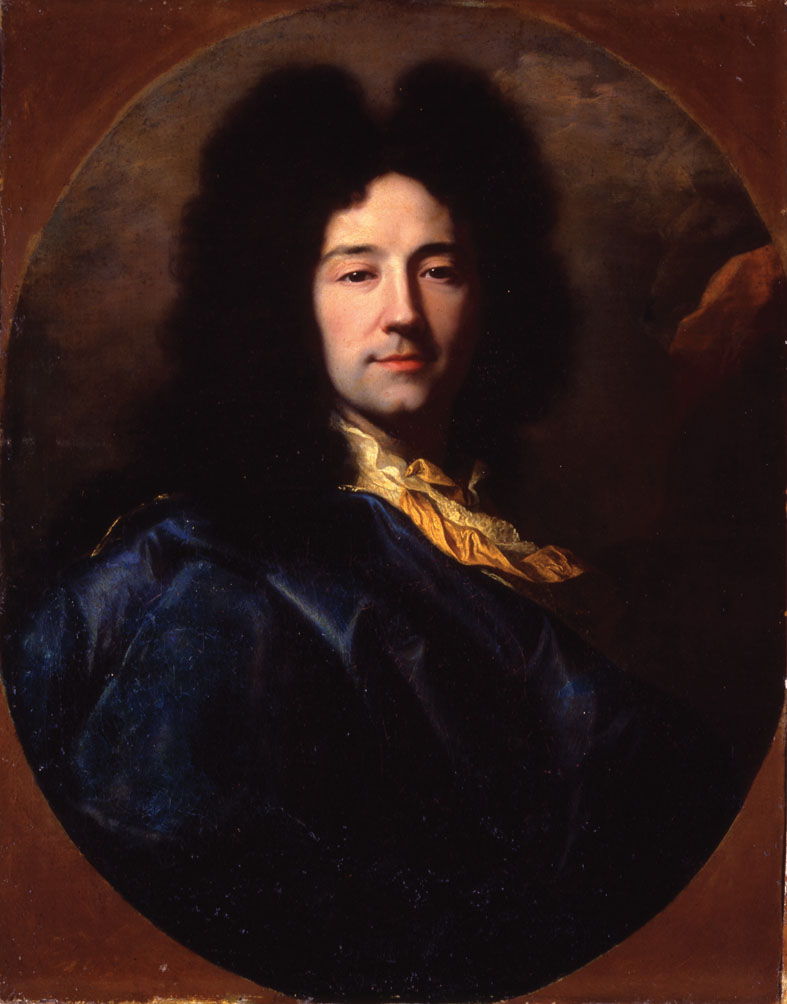
Önarcképe kék köpenyben, sárga nyakkendővel, amelyet barátjának és tanárának, Antoine Rancnak dedikált 1696-ban

1675-ben, apja halála után a fiatal Rigaud elhagyta szülőföldjét, és Montpellier-be ment. Annak ellenére, hogy Perpignanban erős volt a céhes szellem, Hyacinthe már Carcassonne-ban kiforrott, és elég képességet tudott kifejleszteni magában ahhoz, hogy otthon is kitűnjön, felhagyva a francia Katalónia spanyolbarát környezetével.
Antoine Dezallier d'Argenville, Rigaud életrajzírója felidézi, hogy a fiatal festő édesanyja jóváhagyásával érkezett Montpellier-be, aki felismerte tehetségét, és nem akarta fékezni vágyát, hogy folytassa azt a pályát, amely minden családtagját megillette, lehetővé téve számára, hogy a Paul Pezet & Verdier-nél tanuljon (akit d'Argenville „középszerűnek” minősít), akiknek köszönhetően közeledett a nagy francia nemzeti festészet világához, és ahol négy évig „kizárólagos” munkaviszonyban maradt, vagyis anélkül, hogy másokkal önállóan szerződést köthetett volna. Még mindig emlékezett Argentville-re: «Van Dyck volt egy ideig az egyetlen kalauza abban a műhelyben; lemásolta azokat a festményeket, amelyeket [a festők] festettek, nem mechanikus vagy banális módon; „Monsieur Collin de Vermont bizonyítani tudja majd, amit mondok. Az ifjú Rigaud által készített másolatok közül több is az övé, amelyekben felismerhető annak a nagy mesternek az intelligenciája és ügyessége, akivé később vált." 
Szintén ezekben a formáló években Rigaud Montpellier-ben találkozott Sébastien Bourdonnal, a korabeli francia művészeti horizont egyik emblematikus alakjával, valamint Jans Zueillal, akit „a franciának” hívtak, bár eredetileg brüsszeli származású volt. Rubens és Van Dyck stílusának nagy utánzója, aki az északi festészeti technikákat hozta Montpellier-be. Valószínűleg ez utóbbi volt az, aki kapcsolatba hozta Rigaud-t az idősebb Antoine Ranc (1634–1716) festővel, akinek műhelyében Hyacinthe az első szerződése lejárt után kezdett dolgozni. Maga Rigaud által 1696-ban készített és Antoine Rancnak dedikált Kék köpenyes önarcképe egyértelműen tanúskodik a kettőjük között kialakult mély baráti kötelékről. Négy évvel később Rigaud úgy döntött, hogy Lyonba költözik, ahol kapcsolatba került kollégájával, Henri Verdier-vel; Ranc műhelyéből kilépve a mestere állítólag így kiáltott: «Soha nem fogom tudni úgy megragadni a természetet, mint te, olyan nagy pontossággal, olyan ügyességgel. Tanítványom voltál, mesterem leszel; emlékezz erre a jóslatra!»

#### Érkezése Lyonba

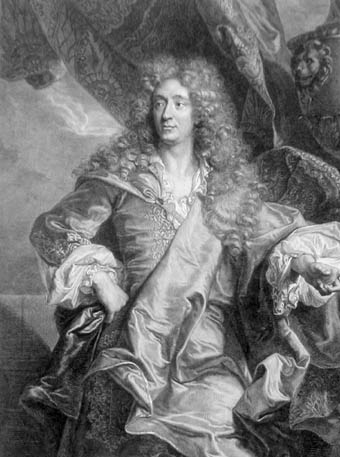
Jean De Brunenc portréja, Cornelis Martinus Vermeulen metszete 1689-ből, Rigaud portréja

Sajnálatos módon Rigaud lyoni korszakából nagyon kevés levéltári dokumentum áll rendelkezésünkre, amely hűen rekonstruálná ezekben az években végzett tevékenységét. Tudjuk azonban, hogy a montpellier-i művészek hagyományosan mindig is szoros kapcsolatot alakítottak ki ezzel a várossal, Samuel Boissière példáját követve. A város különösen gazdag volt, azon számos szövetkereskedő réven, akiknek Rigaud minden bizonnyal az egyik portréfestőjük volt. 
Még ha 1681-ig (Párizsba érkezésének évéig) nincsenek is pontos adatok róla, feltehető, hogy ezeken az „ifjúság festményeiként” emlegetett portrékon szerepelnie kell például Antoine Domergue királyi tanácsosnak, Lyon tartományi fővezérének, Monsieur Sarazinnek, egy svájci származású bankdinasztia tagjának, vagy Jean de Brunenc selyemkereskedőnek, lyoni konzulnak. E portrékon már láthatjuk mindazokat az elemeket, amelyek a későbbiekben Rigaudnak a festő- és rajzművészetben való tagadhatatlan jártassága mellett az udvart is gazdagították.
1681-ben, amikor Hyacinthe Rigaud úgy döntött, hogy „felmegy” Párizsba, hogy kiterjessze piacát, és bekerüljön az egyre tekintélyesebb körökbe, ügyfelei között már svájci és Aix-en-Provence-i személyiségek is voltak. 

#### Érkezése Párizsba

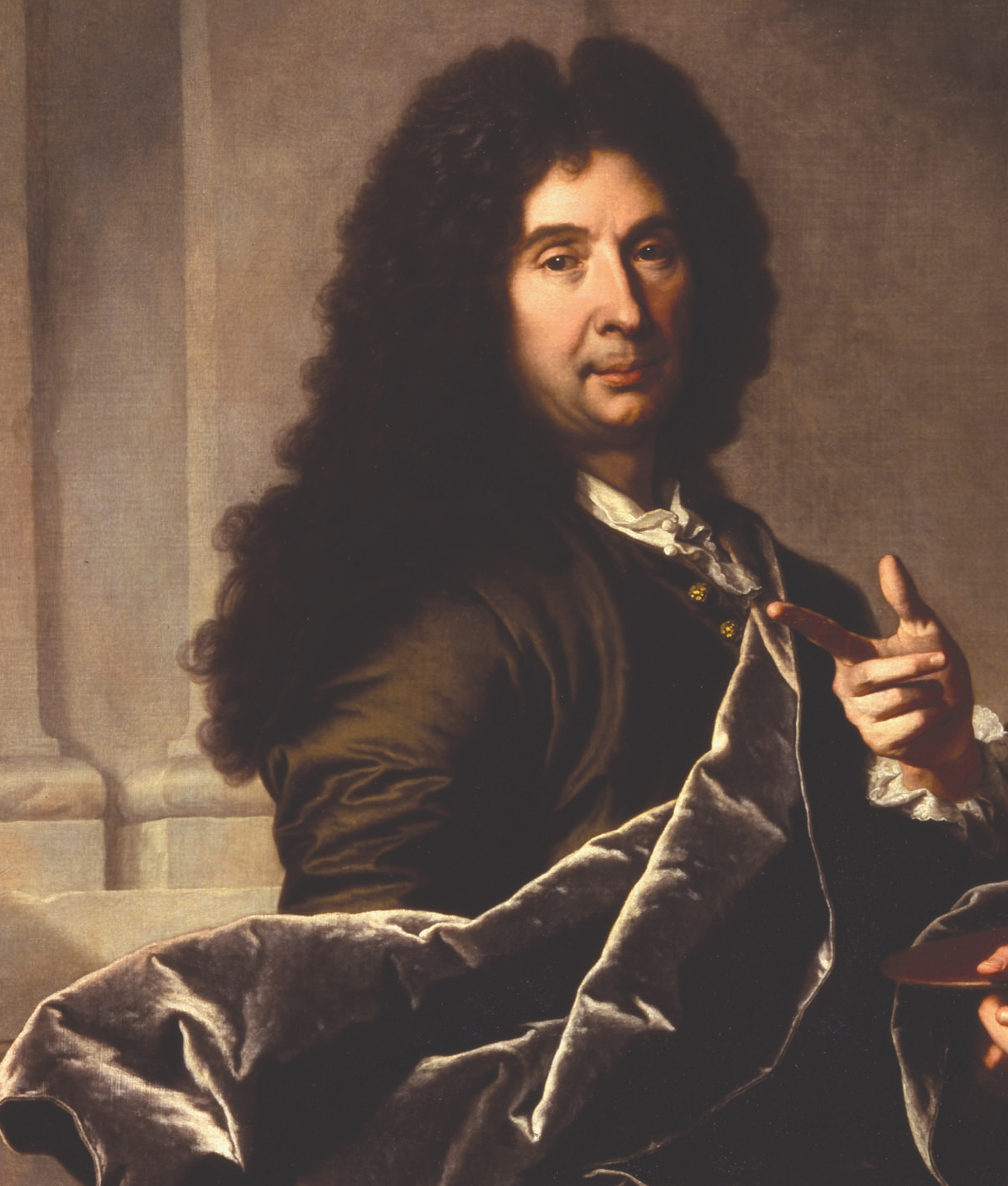
Charles Le Brun, XIV. Lajos „első festője” volt az, aki meggyőzte a fiatal Rigaud-t, hogy mondjon le az akadémiai díjról, hogy az őt később híressé és keresetté tevő portréművészetre összpontosítson

A Correspondance des directeurs de l'Académie de l'Académie de France à Rome 1682. szeptember 5-i kivonata Rigaud Párizsba érkezését és élete első eseményeit foglalja össze a francia fővárosban. Párizsban a Saint-Eustache plébánián élt, a rue Neuve-des-Petits-Champs negyedben, amely művészek, festők, aranyozók, metszők, valamint zenészek, kiadók és bútorasztalosok által látogatott környék. Rigaud nem sokkal ezután bemutatkozott az Académie royale de peinture et de sculpture-ön, amely kötelező lépés az ismertségre és a jó megbízásokra vágyók számára, de még inkább szükséges volt ahhoz, hogy Franciaországban legálisan gyakorolhassák hivatásukat.
Hyacinthe Rigaud eleinte azzal a szándékkal jelentkezett, hogy megmérettesse magát a Prix de Rome-ért, a Francia Királyi Festészeti és Szobrászati Akadémia által évente odaítélt díjért, amely lehetővé tette volna számára, hogy Rómában tanulmányozza az itáliai mesterek munkáit, és így képezze magát a legbonyolultabb technikákban. A munka témája, amellyel a díjért versenyzett, Enoch életére vonatkozott, amely nagyon ritka téma, de az előző évben Raymond Lafage művész foglalkozott vele, akitől Rigaud ihletet merített, és akit Lyonban is láthatott. 
A leendő portréművész buzgalma és tehetsége arra késztette a bizottságot, hogy az év szeptember 5-én neki ítélje oda a festészeti kategória díjat, amelyet öt órával a közgyűlés döntése után kapott meg közvetlenül a király miniszterétől, Jean-Baptiste Colbert-től, aki bemutatta Charles Le Brunnek, „a király első festőjé”-nek.
Le Brun, aki azonnal elámult a fiatal katalán alkotasain, lebeszélte őt az akadémia által megígért itáliai jutalomútról, hogy teljes egészében a portréművészetnek szentelhesse magát, amely sokkal jövedelmezőbb műfaj, mint a táj- vagy történelmi témák, megtisztelőbb is. Rigaud úgy döntött, hogy kirobbanó módon piacra dobja magát, a fővárosból indulva, ahol nem volt hiány az ajánlatokban. Ügyfelei, akárcsak maga d'Argenville, azonnal nagyra értékelték munkáinak valósághűségét, afféle „azonnali fényképezést” a túl gyakran idealizált arcokról. Ehhez a képességhez Rigaud gyorsan egyesítette a drapériák és a színek terén szerzett ismereteit, amelyek egyedivé tették műveit, egészen addig, hogy sokan kedvet éreztek, hogy megérintsék a vásznait, hogy rájöjjenek, az festmény és nem drapéria. Fátyol, szatén, taft, hímzés, csipke, paróka és mindenekelőtt a kezek voltak azok a pontok, amelyek személyes megalkotásához a festő különösen ragaszkodott művészetében. 

#### Első megbízatásai

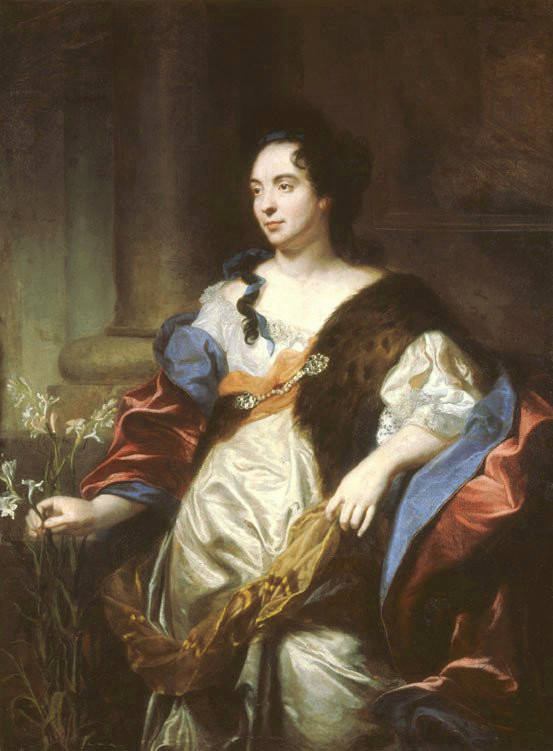
Marie Cadenne portréja, 1684, Caen, Musée des beaux-arts

Bátorsága ellenére az akadémiának 1684. augusztus 5-ig tartott, hogy Rigaud-t tagjai közé felvegye; de már e hónap 26-án a katalán festő megkapta első hivatalos megbízását: Henri de La Chapelle-Bessé tanácsos († 1693) és Martin Van den Bogaert szobrászművész, „Desjardins” portréját hat hónapon belül el kellett készítenie. Sok kollégájához hasonlóan Rigaud is hamar azon kapta magát, hogy túlterheli a munka, és képtelen betartani a határidőket. Arra hivatkozott, hogy nem tudott elegendő határidőt kapni La Chapelle-től, és csak utóbbi halála tette lehetővé számára, hogy ényhítsen kötelezettségein, és Desjardins helyett, a bazilika kupoláját díszítő híres szerző képmásának szentelje magát. Invalidusok háza és sok más párizsi szállodai particulier. Rigaud úgy döntött, hogy a művész portréját kísérje az egyik legemblematikusabb alkotásával, nevezetesen a nijmegeni béke emlékére tervezett emlékművel, amelyet a párizsi Place des Victoires-ban állítottak fel, hozzá Desjardins pompás négy látványos domborművet faragott az emlékmű talapzatára szánt bronz foglyok helyett (jelenleg a Louvre múzeumban). Maga Rigaud szerint ez a festmény a „köztük fennálló őszinte barátság” tanúja, ez a festmény lett az első a barátjának szentelt három nagy kompozícióból álló sorozatból, valamint Desjardins feleségének, Marie Cadenne-nek portréja (jelenleg Caenben a Szépművészeti Múzeumban) és fia, Jacques Desjardins-é, a király marlyi épületeinek felügyelőjéé (ma Versailles-ban, Franciaország Történeti Múzeumában).
Ugyanakkor Rigaud magánszemélyeknek is dolgozott. Bár ma is nehéz egyértelműen azonosítani a művész első megrendelőit, a leghíresebbek közülük: Charles Simonneau "l'Aîné" 1681-ben, a következő évben Madame de Sévigné, Emmanuel-Philippe de Coulanges márki., akinek egy félalakos portrét készített, majd később Pierre Daniel Huet avranchesi püspök követte. Mindenekelőtt az akkori évek híres parlamenti családjainak tagjai voltak a legjelentősebb modelljei. Ezek a Molék voltak Troyes-ból, akik a 16. században érkeztek Párizsba. 1682-ben Rigaud ezután megfestette Jean Molé (hirtelen meghalt 1682. augusztus 6-án), Lassy és Champlatreux ura, a párizsi parlament elnöke portréját. Ugyanebben az évben fogadott lánya, Louise Bétauld de Chemault (1658–1709) portréján dolgozott. A következő évben Jean fián, Louis Molén (1638–1709) volt a sor, aki nemrégiben apját követte a parlamentben. A király tanácsadói, magisztrátusai és a különböző minisztériumok tanácsosai, akik gyakran Normandiából, Burgundiából vagy Savoyából érkeztek, nem mulasztották el Rigaud-t üzleti útjuk során felkeresni Párizsba utazván, ami a festő növekvő hírnevének bizonyítéka.
1692-ben két segédet kellett felvennie párizsi műhelyébe. 1695-ig maradt a fővárosban, s akkor visszatért Roussillonba.

#### 1695: visszatérése Perpignanba

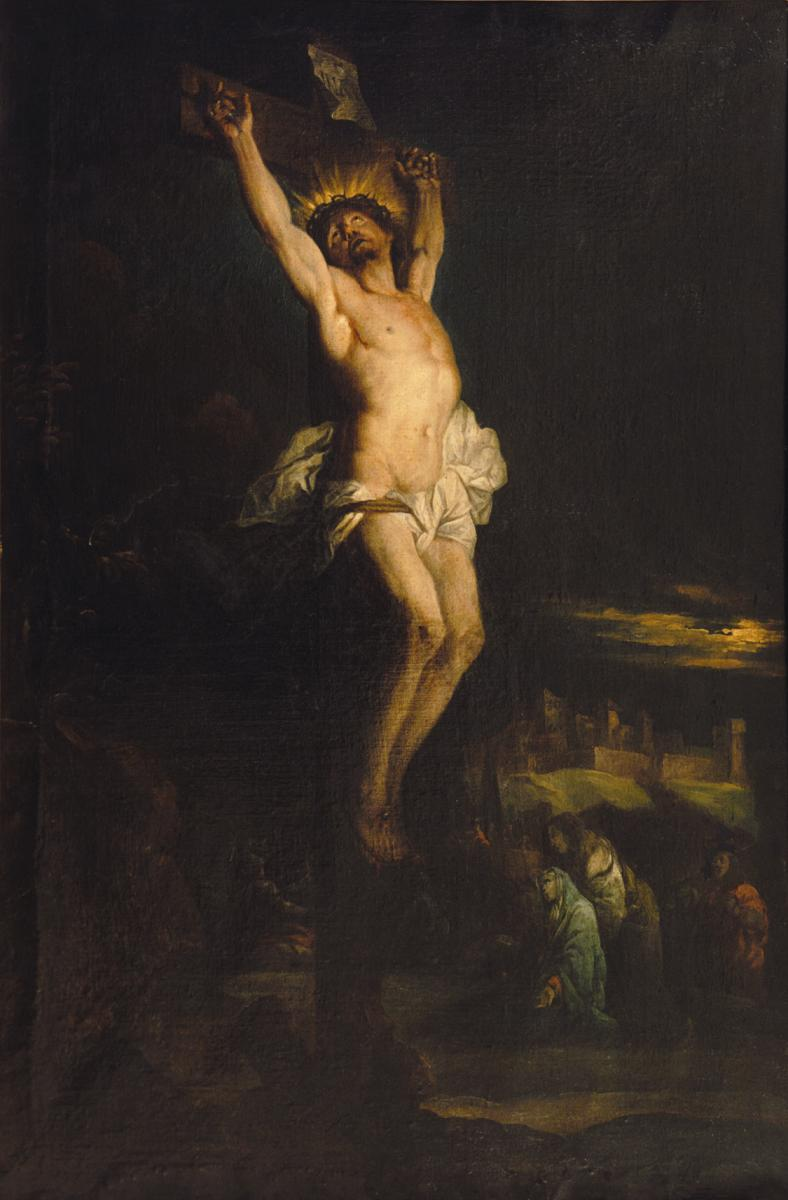
Krisztus a kereszten, 1695, Perpignan, Hyacinthe Rigaud Múzeum

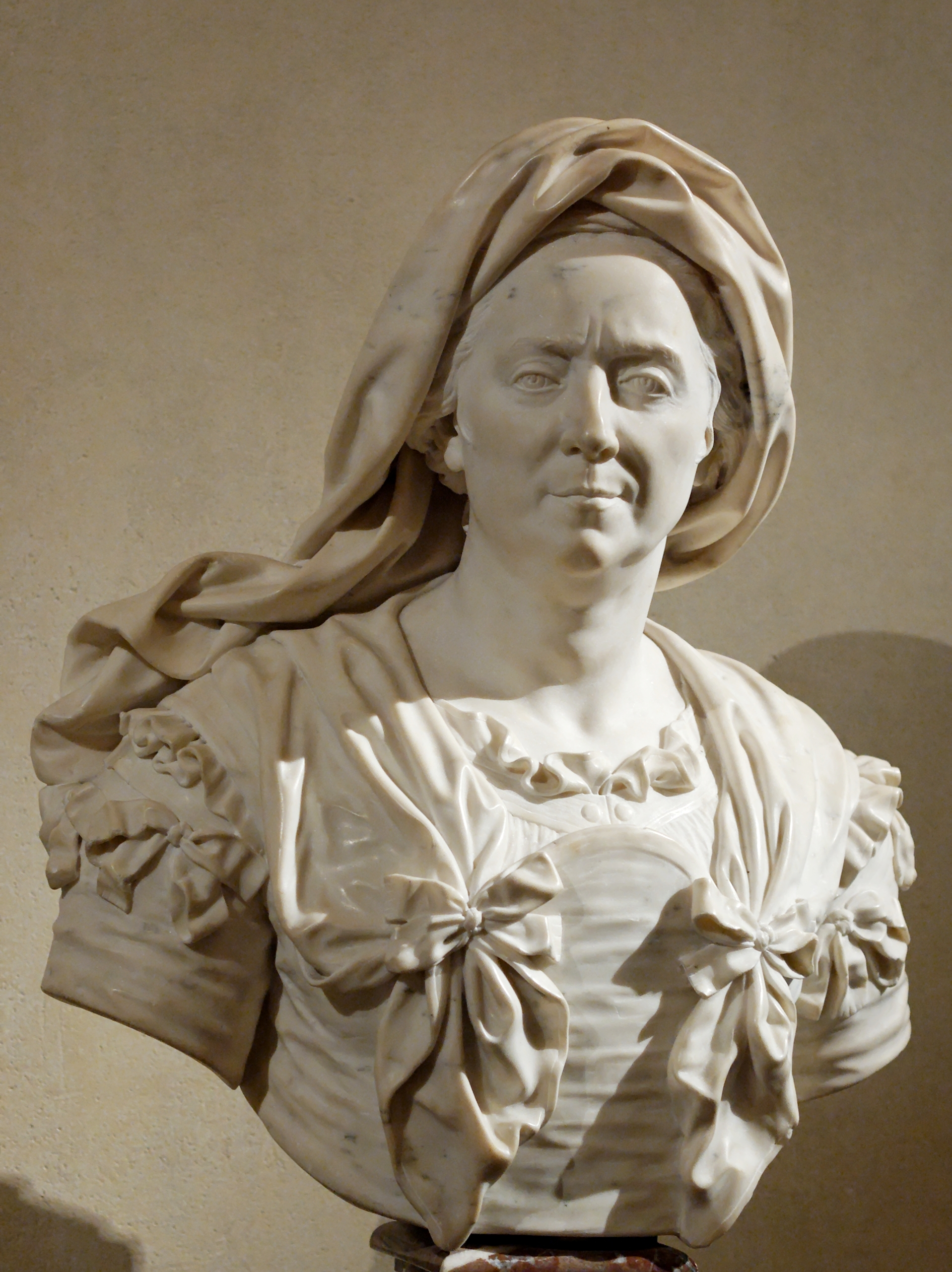
Maria Serrának, Rigaud anyjának mellszobra, amelyet Antoine Coysevox szobrász készített Rigaud előkészítő rajzai alapján

Dezallier d'Argenville a művész életrajzi adatait gyűjtve tanúsítja, hogy miközben Párizsban maradt, Rigaud állandó szándéka volt, hogy visszatér Perpignanba, hogy megfesse anyja portréját, amelyet később a híres szobrász, Antoine Coysevox reprodukált egy grandiózus márvány mellszoborban. a művész egész életében magánszobájában volt. 
Valójában ahhoz, hogy Coysevoxot segítse a munkában, Rigaud úgy vélte, élő modellrajzokat kell neki biztosítania, hogy ne fárassza anyját azzal, hogy a szobrásznak modellt ül. Ezek az alkotások, bár a szobrász profilvázlatainak előkészítő szakaszában voltak, máig is fennmaradtak, és Rigaud halálakor Hyacintnak, unokaöccsének, fivére, Gaspard Rigaud fiának adományozta őket. 
De az 1695-ös év volt a Krisztus a kereszten című, egyértelműen flamand hatású alkotás éve is, amely Rigaud zsánerfestészet terén tett előretörésének becses tanúja. A festmény első változatát édesanyjának adta (aki halála után a perpignani Ágoston rendi kolostorra hagyta), míg a másikat 1722-ben szülővárosa domonkos kolostorának adományozta. 
1696 tavaszán Hyacinthe Rigaud visszatért Párizsba, ahol pályafutása egyik legfontosabb portréját készítette. Valójában Saint-Simon hercege kérte fel Armand Jean le Bouthillier de Rancé apát, a trappisták alapítójának megfestésére, és ezt a festészet történetében híres mesteri módon tette meg. 

#### Visszatérése Párizsba és 1704-es kiállítása

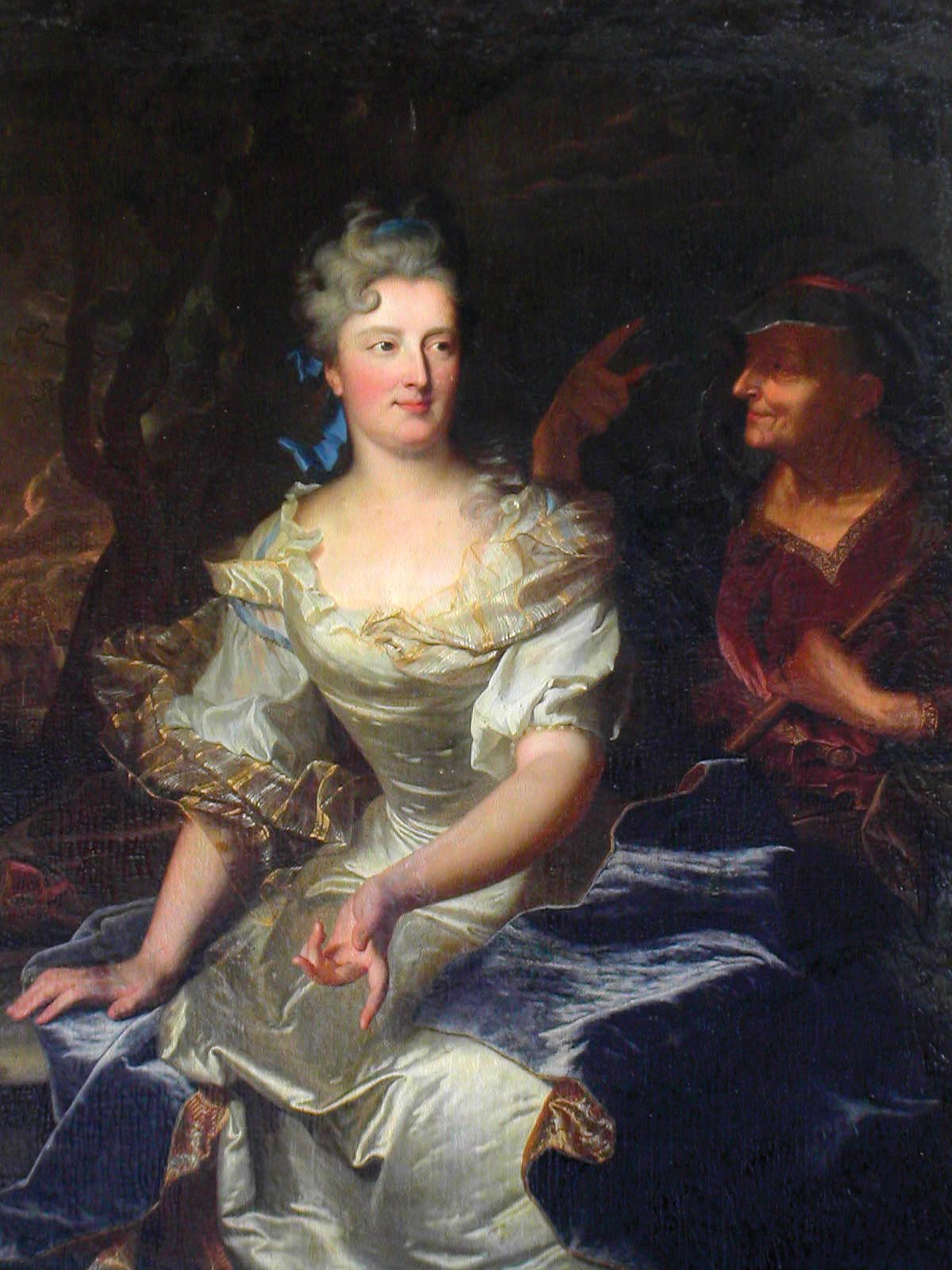
Marie-Anne Varice de La Ravoye (született de Valières) portréja Vertumnus és Pomona képében, Fontenay-le-Comte, Château de Terre-Neuve

Rigaud rövid visszatérése Perpignanba lehetővé tette a párizsi városi hatóságok számára, hogy méltóképpen tiszteljék ezt a művészt, akinek nagyra becsült művei másolatok vagy metszetek formájában az egész királyságban elterjedtek.
Mint minden művésznek, aki hivatását gyakorolni akarta, Rigaudnak is Párizsba érkezésekor meg kellett felelnie a helyi céh szabályainak, és hivatalossá kellett tennie az alkalmazását. Le Brun, a király főfestőjének tanácsa, aki már korábban is felfigyelt tehetségére, arra ösztönözte, hogy használja ki a portrékészítés korabeli divatját, és halassza el a Francia Királyi Festészeti és Szobrászati Akadémia (Académie royale de peinture et de sculpture-hez) való csatlakozását 1684. augusztus 5-ig, amikor végre felvették. Amikor XIV. Lajos 1685. október 18-án visszavonta a Nantes-i ediktumot, Rigaud már „akadémiai festőnek” minősült, amint azt egy bizonyos Hyacinthe Claude Rousseau „Bernard Rousseau sebészmester fia” keresztlevele is mutatja. 
1692-ben Rigaud összetűzésbe került az akadémia tagjaival, akik azzal vádolták, hogy visszaélt helyzetével anélkül, hogy megérkezése óta két éven keresztül rendbe hozta volna státuszát, de ez a vád szertefoszlott, tekintettel a festő máig tartó hírnevére.
1702. július 24-től az akadémia nemcsak tagjaként, hanem professzoraként is üdvözölte, Claude Guy Hallé festő helyére, tisztségéről csak 1735-ben mondott le.

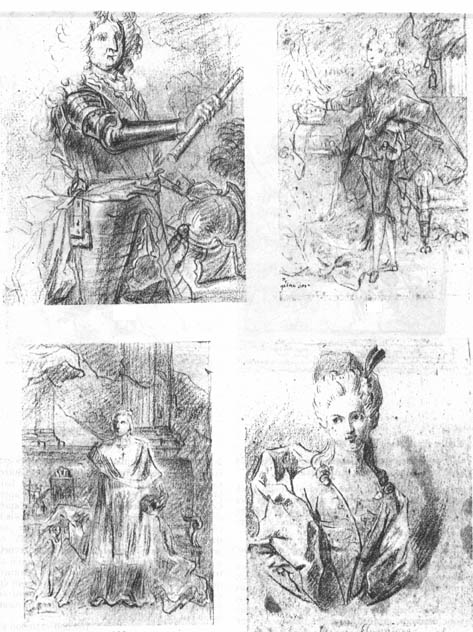
Névtelen 18. századi francia művész, Rigaud 1704-es, a Salonban kiállított munkáinak Liber véritatis oldala, magángyűjtemény

Adjunktusként Hyacinthe Rigaud 1704-ben a Salonban (Salon des Académiciens) kiállította egy tucat nemrégiben készített portréját, amelyek minden bizonnyal a legszebbek közé tartoznak, mint például a XIV. Lajos portréja páncélban, V. Fülöp portréja, Nagy Dauphin portréja, de kevésbé ismert édesanyjáé, Jean-Baptiste de Santeul bátyjáé is. Jean de La Fontaine költő, valamint próféták és szentek alakjai, mint például Szent András, Szent Péter és Szent Pál.
Hűséges barátjának, a szobrász, Antoine Coysevox-nak a Szalonban bemutatott portréját Jean Audran választotta metszetéhez az év szeptember 27-én. A falakon Beignier atya, Madame Bouret (született: Marie-Anne Chopin de Montigny), Revel és Evreux, Perpignan, Flamenville püspökének, valamint a Deculnapp de Fosse, Deculnators, Deculnators, Miculnjard festőknek a portréi. a festő barátja, Pontchartrain grófja, egy önarckép, Gédéon Berbier du Mets, Léonard de Lamet, Saint-Eustache plébános és végül Pierre Gillet portréja voltak láthatók.
A kiállítás részletei egy névtelen szerző (és kétségtelenül Rigaud tisztelője) beszámolójából jutottak hozzánk, aki a jelenlévő művekből katalógust készített. A festményeket nagy gondossággal, 74 oldalon ismertette, az egyes festmények kézzel, szénnel és fehér krétával készült reprodukcióival együtt.
A bátyja 1705. március 28-i hirtelen halála okozta szomorúság ellenére Rigaud fáradhatatlanul dolgozott. Ugyanezen év május 30-án írta az elsőt kilenc végrendelete és kodicilusa közül. 

### Szerencséje az udvarnál

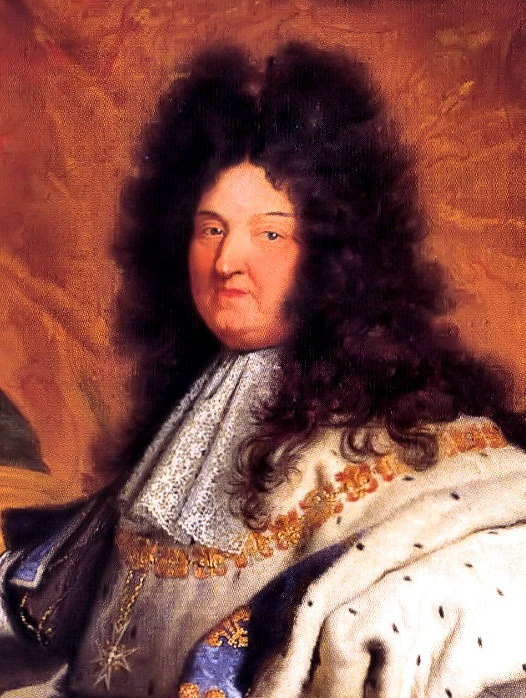
XIV. Lajos portréjának részlete, 1701

1700-ra Rigaud hírneve az egekbe szökött, egészen addig a pontig, hogy XIV. Lajos aktívan érdeklődni kezdett iránta, és felkérte egy hivatalos portréja megfestésére. A francia uralkodó, aki már 1694-ben megbízta Hyacinthe-ot, hogy portrét fessen neki, személyesen nagyra értékelte a katalán festő stílusát, és úgy döntött, hogy rábízza egy sajátos jelentőségű portré elkészítését, jóllehet nem ő volt az első udvari festő, mint ahogy azt annyira szerette volna elérni.
Az eredmény XIV. Lajos csodálatos portréja volt koronázási köntösében, amely hamarosan a francia király egyik legnépszerűbb képe lett az egész világon, számtalan másolatban reprodukálták, és messze túlterjedt a királyság határain. Nyilvánvaló, hogy ennek a munkának a sikere Rigaud számára nemcsak a versailles-i udvar szolgálatában eltöltött nagyon hosszú, a következő negyven évig tartó pályafutását nyitotta meg, hanem az arisztokrácia számos palotájának a kapuját és a hozzá özönlő magas klérus kapuit is, hogy festményt szerezzenek tőle.
François Cavallier, Fausto de Trobat de Langlade, Thomas Canta, François Escayola és Sauveur Vigo katalán konzulok számára Hyacinthe Rigaud tartományuk váratlan királyi nagykövete lett, egy ikon, aki megérdemelte, hogy piedesztálra kerüljön, hogy egy egész régiót képviseljen. Ők adták Rigaud-nak 1709. június 17-én a nemes polgár címét a 15. század közepére, Aragóniai Mária uralkodásának idejére visszanyúló ősi kiváltságok alapján, amelyet később XIV. Lajos és XV. Lajos is megerősített. Ez a kitüntetés lehetővé tette számára, hogy 1727. július 22-én a Szent Mihály Lovagrend lovagjai közé kerüljön. 

### Utolsó évei

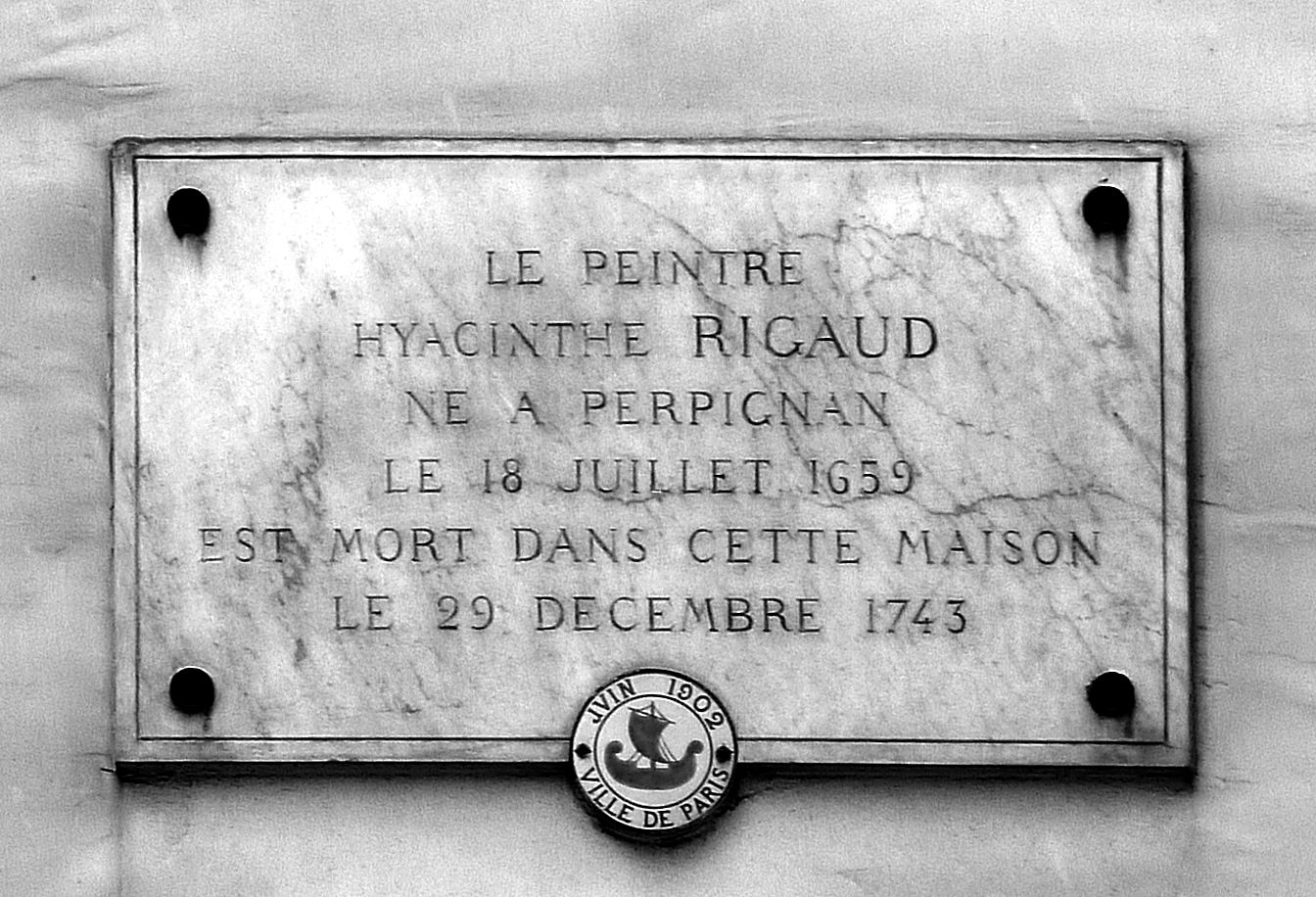
Az emléktábla azon a házon, ahol Rigaud meghalt a Rue Louis-le-Grandban

1743. március 15-én, hosszan tartó betegség után Elisabeth de Gouy, Rigaud felesége meghalt a rue Louis-le-Grand-on lévő tágas lakásukban, körülbelül 75 éves korában. Holttestét a rue Saint-Dominique templomában temették el Hyacinthe, Collin de Vermont (Rigaud keresztfia) és Louis Billehu közjegyző és végrendeletének végrehajtója jelenlétében. 

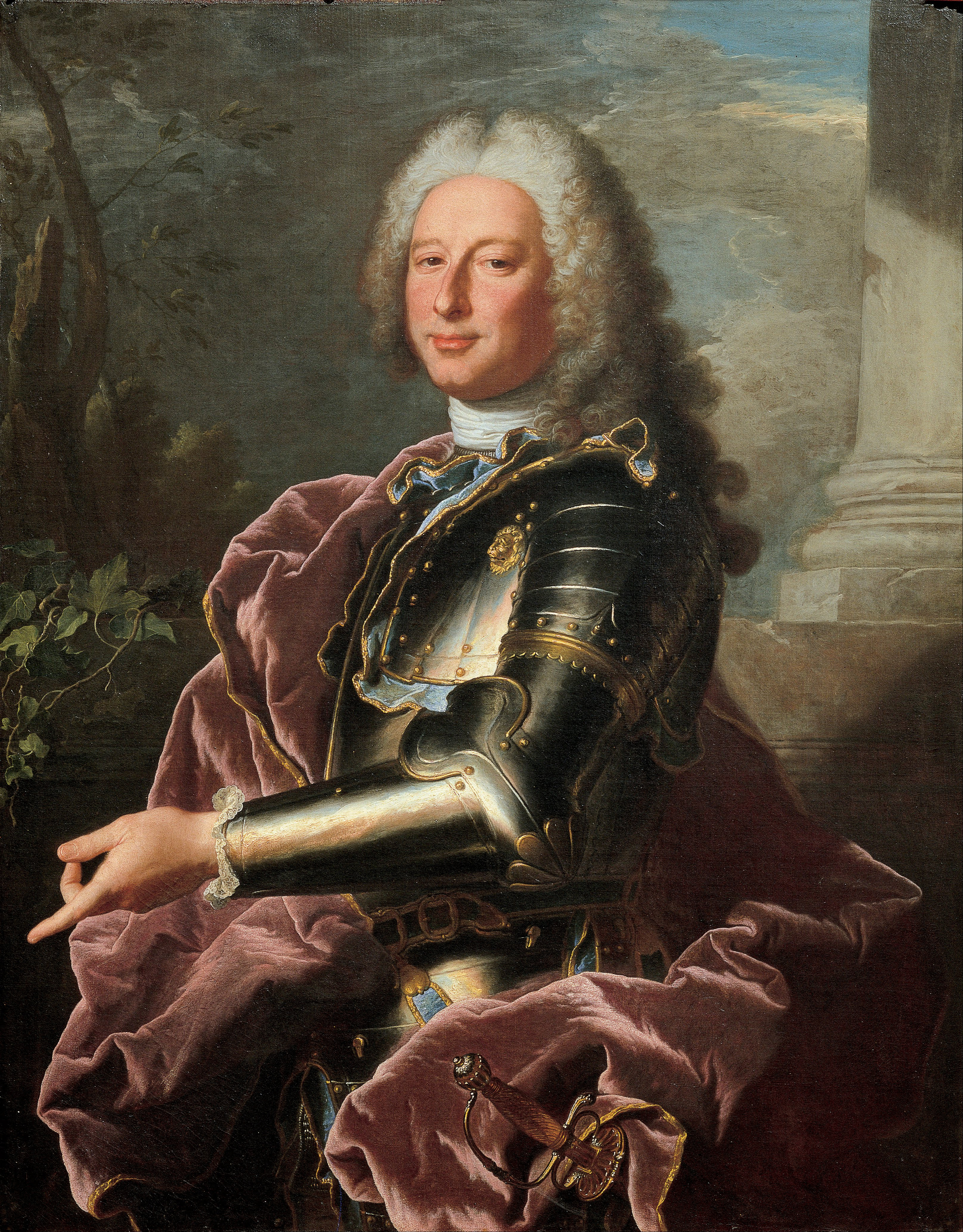
Giovanni Francesco Brignole-Sale dózse portréja, 1739-ből

Rigaud, aki több éve betegeskedett, akkoriban azért küzdött, hogy kegydíjemelést szerezzen az uralkodótól, hogy el tudja tartani népes családját. Nyolc nappal halála előtt bevallotta életrajzírójának, d'Argenville-nek, hogy összesen tizennégy unokája van, és állandóan az ő segítésükkel volt elfoglalva. A király elhatározta, hogy a festő által már kapott pénzen felül François Desportes kegydíját is megadja neki, aki nemrég halt meg, amikor Rigaud-t erős fejfájás és magas láz kísérte. Ebben a rosszullétben Argenville szerint úgy döntött, hogy belép abba a szobába, ahol a felesége meghalt, és amelyet kilenc hónapja nem nyitott ki. Ahogy belépett, karjait az ég felé emelve felkiáltott: „Ah! Hamarosan követlek!" Valóban, amint az életrajzírója beszámol róla e tett után ágyba feküdt, láza felszökött, és egyhetes betegség után, 1743. december 27-én, 84 éves korában meghalt.

## Ügyfélköre
Párizsba érkezése óta Hyacinthe Rigaudnak számos ügyfele volt hamarosan a Place des Victoires-on megalapított műtermében, az egyszerű kereskedőtől az állam legjelentősebb személyiségeiig.

### A művészek
Rigaud hosszú pályafutása során a korabeli francia művészvilág számos vezető alakjáról készített portrét, mint például Martin Desjardins, François Girardon, Antoine Coysevox, Joseph Parrocel festők (két portré), Charles de La Fosse (két portré), Pierre Mignard, Robert de Cotte, Jules Hardouin Mansart építészek, valamint Jean de La Fontaine és Nicolas Boileau költők.

### A királyi család és az udvar

XIV. Lajos portréja koronázási pompájában (1701), Párizs, Louvre Múzeum

Hyacinthe Rigaud ragyogó karriert és nagy hírnevet szerzett, elsősorban a királyi család és a francia udvar számára készített portréinak köszönhetően. Ő maga nem habozott felvetni a témát, hogy XV. Lajost élete utolsó éveiben kegydíjemelésére kérje: „miután abban a megtiszteltetésben volt részem, hogy megfesthettem a világ három legnagyobb királyát, XIV. Lajost, XV. Lajost és Spanyolország királyát, valamint a néhai Monsieur-t, a király egyetlen fivérét, és a negyedik generációs Lajost, a XIV Grand Dauphint, Monsignore Grand Dauphint, Burgundia hercegét, a királyt […]".
Pazar, de szigorú portréit ezért ma is nagyra értékelik, mint viselet- és divattörténeti forrást, hiszen amellett, hogy tökéletes fiziognómiai hasonlóságot mutatnak az ábrázolt személyekkel, a ruhák és a berendezési tárgyak részleteit is abszolút precízen visszaadják. Rigaud leghíresebb alkotása XIV. Lajos király hivatalos portréja ( 1701-ben szignálva és keltezve), amelyet a Louvre Múzeumban őriznek (a versailles-i palotában található egy másolat, amelyet szintén a művész készített az uralkodó felkérésére).
Valóban, kevés festő volt a világon, aki élvezte azt a kiváltságot, amelyet Rigaud kapott, hogy ilyen sokáig szolgálhatta ugyanazt az uralkodóházat; Rigaud talán csak azt bánta, hogy Le Brun halála után nem nevezték ki „a király első festőjének”, ahogyan de Dangeau márki felidézte: „A király Monsieur Mignard-nak minden tisztséget megad, amely Le Bruné volt, a festőakadémia kancellárjaként és a gobelin-gyárak igazgatójaként; ezek évi 10 vagy 15 000 livre-t tesznek ki." 

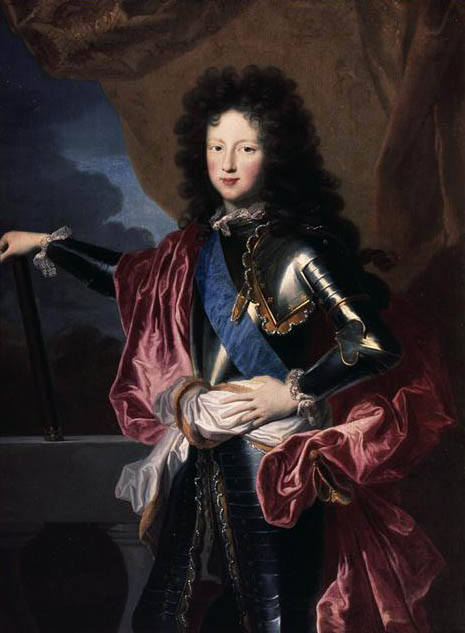
II. Bourbon-Orléans-i Philippe, a későbbi Chartres hercegének portréja, 1689, Perpignan, Musée Rigaud

1688-tól mindenki, aki számított Franciaországban, a magas rangú katonáktól a marsallokig, püspökökig, érsekekig, tábornokokig, miniszterekig, tartományi adminisztrátorokig és parlamenti képviselőkig megbízta a művészt legalább egy portréja elkészítésével. Bár ebben a tekintetben élvezte a versenyt a kortárs festők, például Nicolas de Largillierre vagy François de Troy részéről, Rigaud ecsetje végül a presztízs elemévé vált, különösen annak udvari használata után. A művész valójában úgy került kapcsolatba az orléans-i házzal, hogy 1683-ban megfestette Alexis-Henri de Châtillon mellképét. Három évvel később az Orléans-ház pénzügyfelügyelőjén, Joachim Seiglières-en, Boisfranc urán volt a sor. Végül megfestette a király bátyjának, majd fiának portréját, aki később XV. Lajos kiskorúsága idején a francia trón régense lett. 
Szintén 1689-ben Anne Marie Louise d'Orléans, a "la Grande Mademoiselle", a király első unokatestvére, szemrebbenés nélkül kifizette azt az 540 livre-t, amelyet Rigaud kért egy egyszerű mellképért. Így más utak nyíltak meg a királyi családban, és Rigaud hamarosan a Grand Condé fiának, Henri III Jules de Bourbon-Condénak dolgozott, akit Monsieur le Prince néven ismernek, s aki Versailles-ba vitte a művészt, hogy megfestesse fia, Louis III de Bourbon-Condé Monsieur leduc portréját. Utóbbi nővérét, Maria Teresát Rigaud 1691-ben 352 livre ellenében, unokatestvérét, Maria Annát, akit Mademoiselle de Blois néven ismernek, 1706-ban. Louis-Alexander of Bourbon, Toulouse grófja először egy egyszerű félalakos portrét rendelt tőle, majd 1708-ban egy sokkal nagyszerűbb, 1200 livre-ba került alkotást. 
Miután az orléans-i herceg környezete és családja főbb tagjai nyilvánosságot kapott, maga XIV. Lajos francia király következett, hogy 1694-ben megrendelje Rigaud-tól első hivatalos portréját. Kétségtelenül azonban az 1697-es év tette lehetővé Hyacinthe Rigaud számára, hogy tovább erősítse az udvarban elért sikerét azáltal, hogy elkészítette XIV. Lajos fiának, Francia Lajosnak a portréját, akit "Gran Dauphinként" ismernek. Ezekben az években alakította ki portréinak tipikus diadalmas pózát, ahol az ülő gyakran páncélban, tábornokbottal a kezében jelenik meg. 
A francia udvar univerzumának legjelentősebb alkotásai közé tartozik minden bizonnyal XIV. Lajos grandiózus portréja koronázási ruhájában, 1701-ben festett, amely a Napkirály-kép ikonjává vált, és amely nemcsak Franciaországban, hanem külföldön is széles körben elterjedt. A művet eredetileg a francia király rendelte meg unokája, Fülöp megbízásából, aki nemrég lett Spanyolország királya, és aki alig várta, hogy magával vigye új hazájába nagyapja portréját, aki annyira támogatta őt felemelkedésében. Amikor azonban elkészült, XIV. Lajos annyira szépnek ítélte a portrét, hogy meg akarta tartani magának, és a versailles-i palota tróntermében kitenni, és Rigaud-val készíttetett egy másolatot, hogy elküldje unokaöccsének Madridba.
XV. Lajos francia királyról élete során három portrét festett Rigaud. Kidolgozásukban részletgazdagon, néha konvencionális pózban, mindazonáltal magát a király funkcióját emelik ki, mintegy a királyságot szimbolizálva.{{Több kép}}: nincs elég képNem sokkal XIV. Lajos halála után, 1715 szeptemberében Rigaud megbízást kapott, hogy készítse el az új uralkodó, XV. Lajos, a néhai Napkirály dédunokája portréját, aki alig több mint gyermek. A portrét hivatalosan 1717-ben mutatták be, és különösen hasonlónak ítélték. 1717 és 1721 között a királyság adminisztrációja 24 példányt rendelt különböző formákban, ami ismét igazolta a közönség érdeklődését Rigaud művei iránt.
A rendelésért kapott 8000 livre-rel Rigaud 1721-ben megduplázta az uralkodó egy másik portréjának összegét, amelyen az ifjú király állva helyezkedett el őse hieratikus emlékével. Az a tény, hogy ez a portré ma Madridban van, azt igazolja, hogy a mű ismét V. Fülöp megrendelésére készült. Valójában a két nemzet között 1719-ben lezajlott rövid háború ellenére Franciaország és Spanyolország alapvetően mindig jó viszonyban voltak egymással, mert egy 1721-ben aláírt megállapodás által jóváhagyott vérségi kötelék kötötte őket össze. A fiatal XV. Lajos madridi portréja éppen ezt a szerződést lehetett hivatott megpecsételni. Maga V. Fülöp rendelt Rigaud-tól egy másolatot nagyapja, XIV. Lajos (4000 livre ) és egyet apja, a Grand Dauphin (1000 livre ) arcképéről. A művész kasszája így gyorsan megtelt ezekkel a megbízásokkal. 
Amikor Rigaud 1727-ben ismét felszólította az udvart, 15 000 livre-t kért és kapott XV. Lajos harmadik portréjának elkészítéséért koronázási ruhájában. 

### Európa királyai

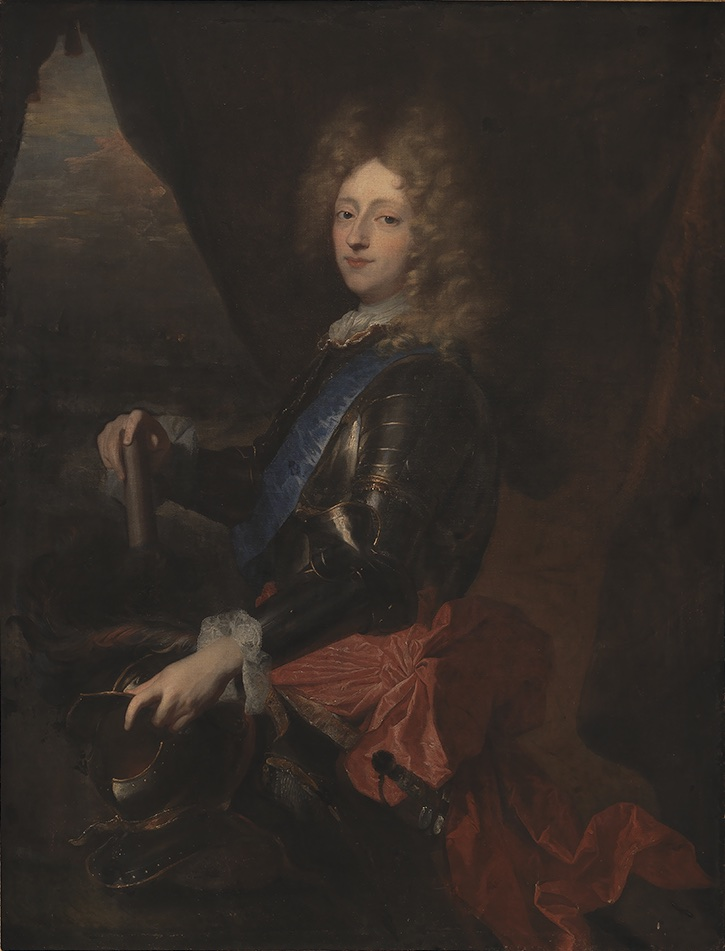
Frigyes, dán koronaherceg portréja, 1693, Koppenhága, Statens Museum for Kunst

A régi uralkodó eltűnésével és a franciaországi régensség megjelenésével Rigaud alkalmaztatása nem szűnt meg. Az orléans-i herceg megjelenésének köszönhetően, aki XV. Lajos kiskorúsága idején átvette a hatalmat, és aki markáns ízlést mutatott az itáliai művészek és az új nemzeti tehetségek iránt, Rigaud inkább a nemességnek szentelte magát. Aurája és hírneve lehetővé tette számára, hogy műtermében találkozzon a legtöbb európai nagykövettel, mint például Henning Meyer, Meyercron gróf dániai francia nagykövete ,Carl-Gustaf Bielke gróf, Franciaország svéd nagykövete ,Giuseppe Maria Brignole Sale, a Genovai Köztársaság francia nagykövete és fivére, Giovanni Francesco Brignole Sale francia nagykövet, sőt gróf Dominik Andreas von Kaunitz, osztrák nagykövet és a Római Birodalom leendő alkancellárja is. 
Természetesen azok a külföldi fejedelmek is, akik időközben megálltak Franciaországban a „nagy körútjukon”, egy-egy francia emléket, különösen Rigaud portréját akarták magukkal vinni. A dán trónörökös, a leendő IV. Frigyes már 1691-ben megrendelt róla egy portrét, aki 470 livre-t fizetett érte, és két évvel később megkapta a festményt.

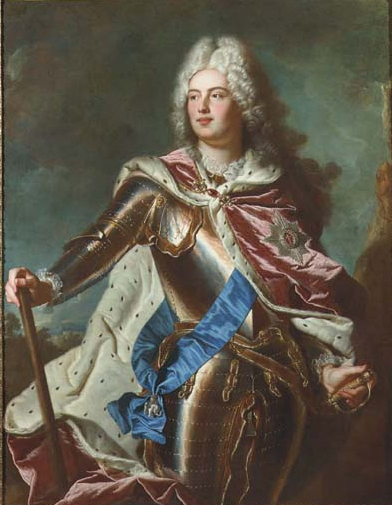
Frederick Augustus lengyel herceg portréja, 1715, Moritzburg vára

XIV. Lajos halálakor az európai diplomácia teljes felfordulásban volt, Versailles pedig, amely – különösen a Napkirály agresszív politikája miatt – sokáig a nemzetközi diplomácia központja volt, most a jól megérdemelt béke időszakában élt. A szerződések, egyezmények folyamatos aláírása és a nemzetközi eszmecserék miatt rengeteg diplomata és külföldi kormányzat prominens személyisége fordult meg az udvarban, amit Rigaud nyilvánvalóan tudott okosan kihasználni. Portrékat készített Erik Axelsson Sparrénak, Sundby grófjának, a zseniális altábornagynak, aki 1694 és 1714 között a svéd hadsereget irányította. Svédország 1697-es királyának, XII. Károlynak, aki szintén buzgón vágyott Rigaud portréjára, soha nem volt ideje Párizsba utazni, hogy modellt üljön a festőnek. Introvertált, haláláig cölibátusban élt, 21 éves uralkodásának 18 évét külföldön harcolva töltötte. Rigaudnak ezért nem volt lehetősége személyesen dolgozni a király képével, be kellett érnie egy létező festményről vett uralkodói képpel, amelyet Sparre báró kölcsönzött neki. A képmás szerzője a báró testvére, Axel Sparre tábornok volt, akit 1712-ben végeztek ki a törökországi Benderben. Rigaud ezután lemásolta az uralkodó arcát, és műtermének tipikus képletével „öltöztette fel”, amelyet számos francia katonai személyiség portréjához használt.

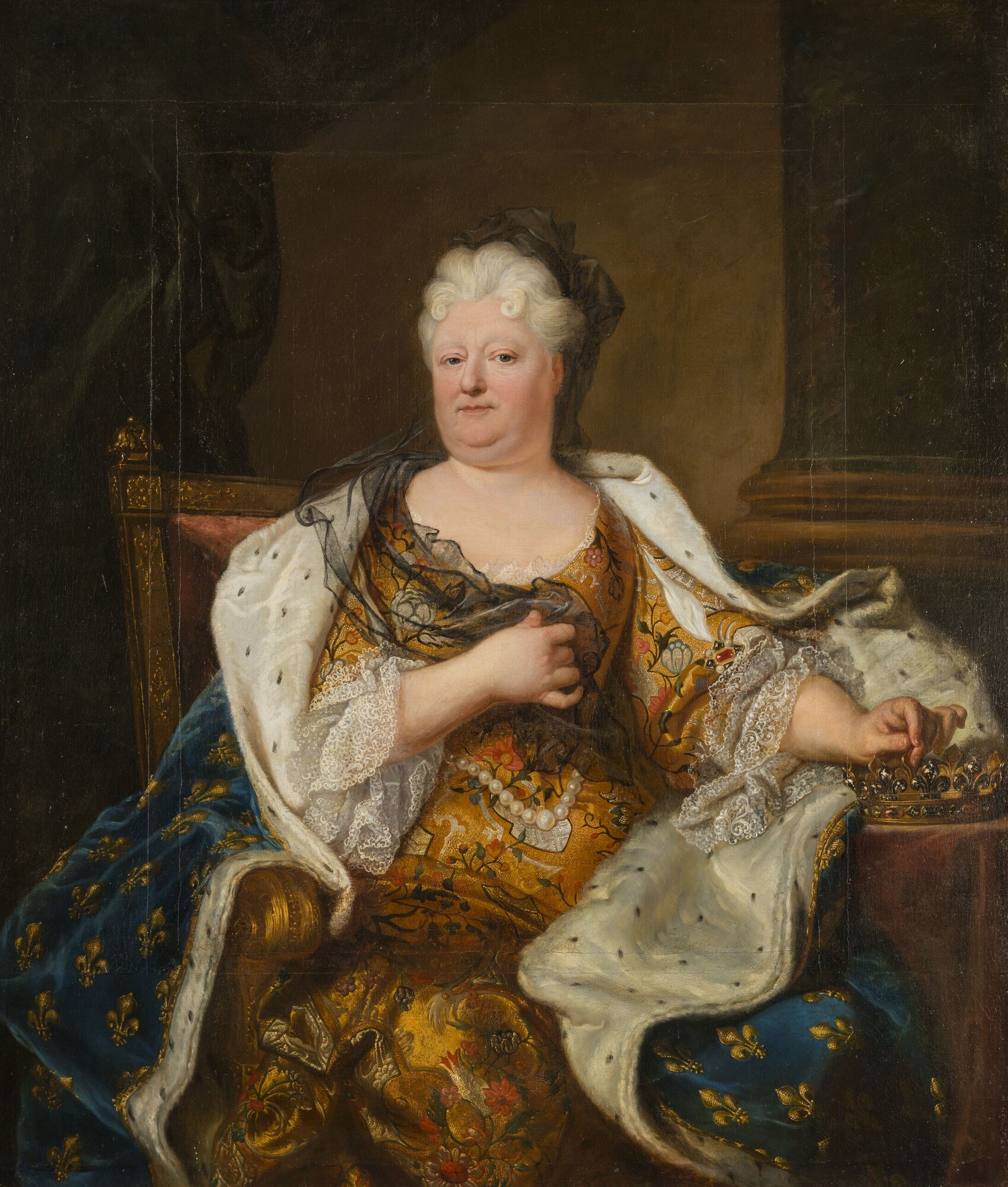
Nádor hercegnő portréja, 1713, Versailles, Versailles-i Palota Múzeuma

1715 különösen gyümölcsöző év volt Hyacinthe Rigaud számára is. II. Augustus lengyel örököse, Augustus Frigyes herceg úgy döntött, hogy Párizsba költözik, és nem hagyta ki a lehetőséget, hogy Rigaud a rangjának jelvényével ábrázolja. A francia festő 4000 livre-t kért tőle a műért.
Közben 1713-ban a Monsieur második feleségét és a régens anyját ábrázolta, aki portréja láttán levelet írt féltestvérének, Louise-nak: „Olyan hűségesen ábrázolt, hogy meglepő, meglátod, kedves Louise, mennyit öregedtem”. A királynak is megtetszett a képmás, és másolatot készíttetett magának, megdöbbenve a téma rendkívüli hasonlóságától és az ábrázolás nagyszerűségétől.

## A Rigaud Iskola

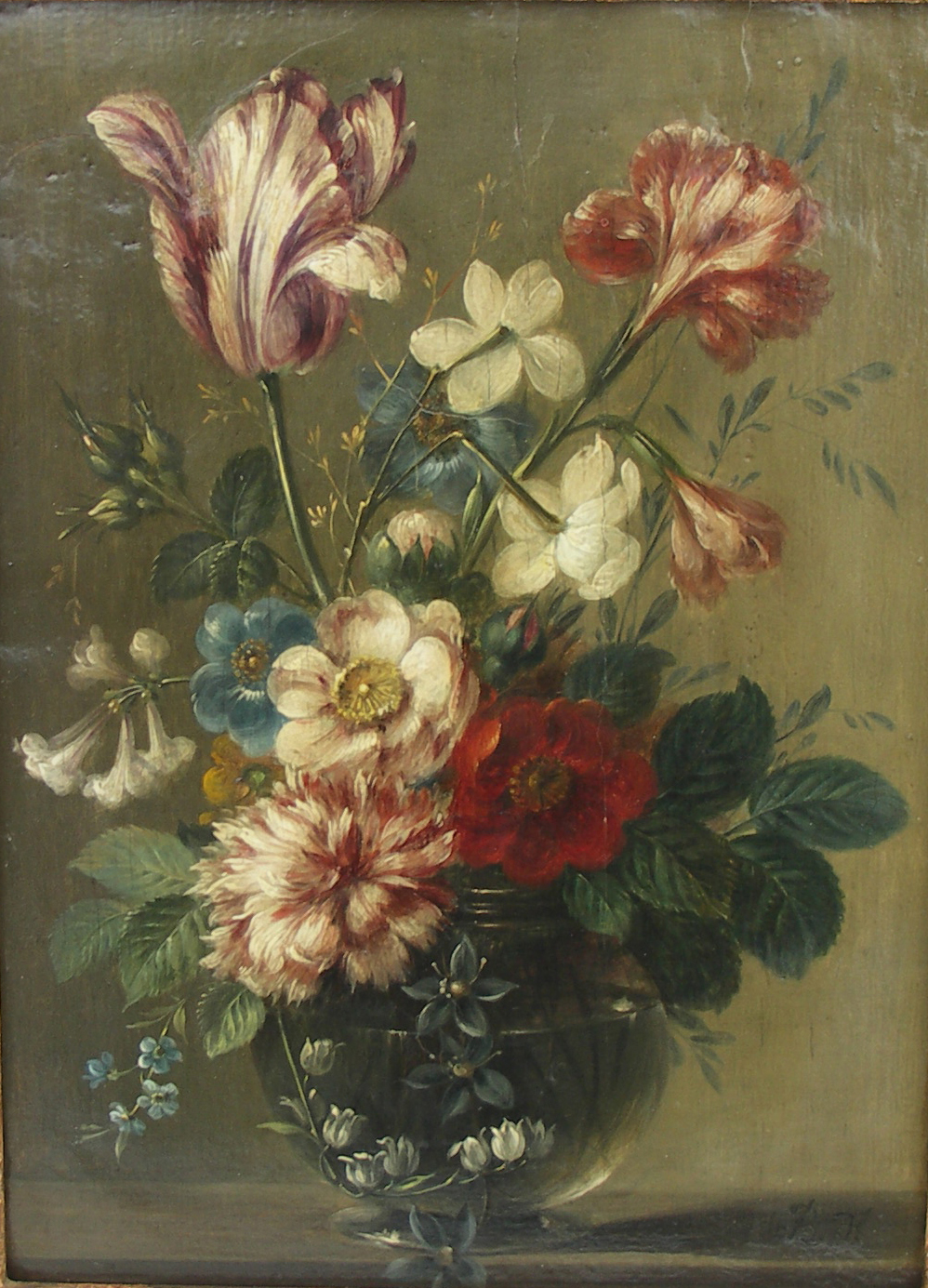
Virágcsendélet, Jean-Baptiste Belin, Rigaud modelljéből, magángyűjtemény

Tekintettel arra, hogy Rigaud-nak néhány év alatt el kellett végeznie a rengeteg munkát, a francia festő kénytelen volt munkatársakat felvenni, akik 1694-től kezdve segítették munkái elkészítésében. Verly, Joseph Christophe, Jacques Mélingue, a metsző Claude Leroy, Nattier, Barthélemy és Hérault ebben az értelemben a legközelebbi munkatársai közé tartoztak, akik vele dolgoztak műtermében, tanulták technikáit és tanulmányozták legjelentősebb műveit.
Ennek az egész csapatnak a jelenléte arra késztette Rigaud-t, hogy növelje a munkafelületét és újratárgyalja az árakat: „[…] 600 livre-t fizettem az utolsó lakásért, de miután elhagytam, nem kerülhetem el, hogy 1000 livre-nél kisebb bérleti díjért máshol lakjak […]”. Ezt követően 1692 és 1732 között különböző címeken lakott, mindig a Szajna jobb partján, a Place des Victoires, a Rue Louis-Le Grand, a Rue de La Feuillade és a Neuve-des-Petits-Champs között, hogy csak néhányat említsünk. Rigaud műhelyében nemcsak műtermében, hanem saját és munkatársainak lakóhelyiségében, az anyag- és alkotásraktárban, valamint a festő személyes festménygyűjteményében is helyet kapott.

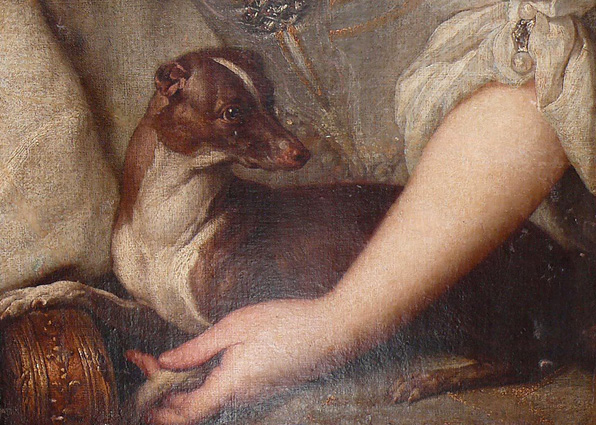
Részlet a kutyáról Maria Anna Bourbon-Conti hercegnő portréjából, Rigaud és műhelye 1706-ban festette, magángyűjtemény

1695-től az egyre növekvő megbízások mellett Rigaud-nak tovább kellett növelnie asszisztenseinek számát, akik közül kiemelkedett Hyacinthe testvére, Gaspard, Francois Taraval, Siez, Joseph Parrocel csatafestő, Jean Le Gros és Jean Ranc. 1697-től olyan festők, mint a holland Josse Van Oudenaarde, a fontenay-i virágszakértő Jean-Baptiste Belin (vagy Blain), Adrien Le Prieur, Pierre-Nicolas Huilliot, majd 1700-tól David Le Clerc, François Bailleul, 1701-től Fontaine, a következő évtől Ménard, majd Delaunay Antoine Monnoyer (állatfestő) Alexandre-François Desportes kezdett együttműködni Rigaud-ral.
Ezekhez a szakemberekhez csatlakozott Hendrick Van Limborg (csatajelenetekre specializálódott), Nicolas Lecomte, Louis-René de Vialy, Charles Sevin de La Penaye, a mester egyik leghűségesebb asszisztense és végül Pierre Benevault.
Ezen a ponton felmerül a kérdés, hogy Rigaud-e műveinek hiteles szerzője. Az arcok, kezek és a drapériák animációinak részleteiben megőrzött precizitásból arra a következtetésre juthatunk, mint korának többi kiemelkedő festőjénél, előtte és utána is, hogy Rigaud fenntartotta magának művei legbonyolultabb részeinek és legjellegzetesebb vonásainak megalkotását, a környező elemeket, mint az eget, a hátteret vagy a segéddíszítések virág- vagy állatdekorációival bízta meg. Idővel megbízott munkatársai közül néhányat azzal a nehéz feladattal bízott meg, hogy minél jobban utánozzák piktúráját, legalább a páncél fényét és a szövetek konzisztenciáját.

## A "francia Van Dick"

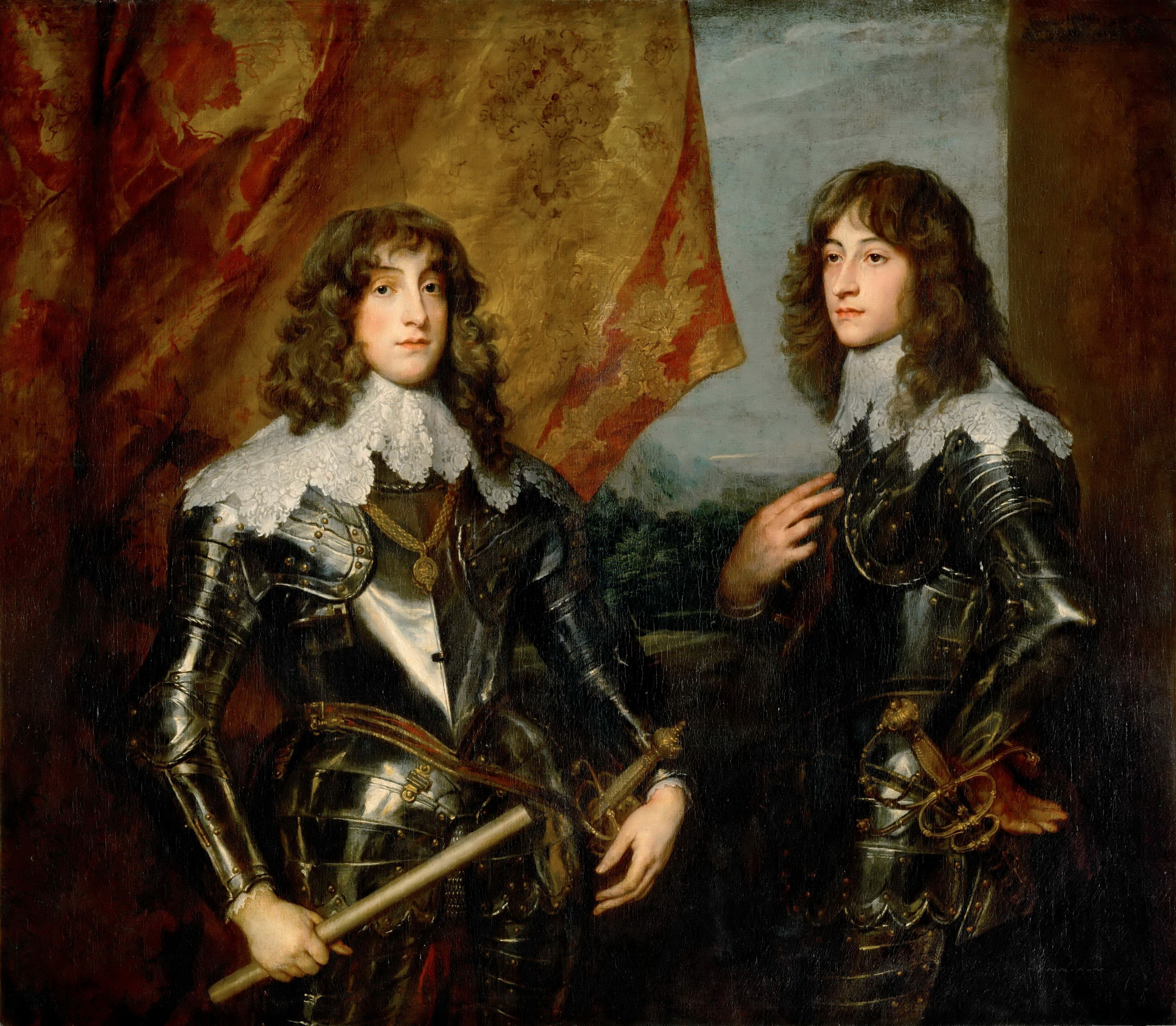
Charles Louis és Rupert portréja, Van Dyck nádor hercege, Párizs, Louvre Múzeum. Rigaud, aki nagy tisztelője volt Van Dycknek, személyesen látta a művet XIV. Lajos gyűjteményében, és saját gyűjteményébe másolta.

Ezt mondta 1744 novemberében Hyacinthe Collin de Vermont festő, Hyacinthe Rigaud és a híres mester, Anthony van Dyckkal életre szóló kapcsolatára utalva, akitől a francia festő sok ihletet merített műveihez.
D'Argenville ezzel kapcsolatban azt mondta, miután tudomást szerzett Rigaud haláláról, hogy "Franciaország elvesztette Van Dyckjét Hyacinthe Rigaud személyében". A francia író még tovább méltatta a katalán festőt, hogy elmagyarázza, mennyivel áll közelebb az angol festőhöz, mint azt a közvélemény gondolta:
A 18. századi franciaországi portrékészítés iránti rendkívüli lelkesedést kihasználva Hyacinthe Rigaud a lyoni ruhakereskedőknél és apja műhelyében szerzett tapasztalatait felhasználva tanulta meg a drapériák ábrázolásának titkait. Ebben nagyon közel került Van Dyck flamand és angol portréinak eleganciájához, akitől számos művet gyűjtött és másolt. Van Dicknek Rigaud által az életből másolt alkotásai között minden bizonnyal ott van a nádor herceg és testvére, Róbert, I. Károly unokaöccseinek portréja, amelyet XIV. Lajos udvarában láthatott. A festményt valójában 1672-ben a híres bankár, Everhard Jabach eladta a Napkirálynak, aki a gyűjteményében őrizte. Jabach is Rigaud egyik ügyfele volt.
Rigaud gyűjtőszelleme és a megkereshető nagy összegek arra késztették a francia művészt, hogy személyesen gyűjtse össze az általa csodált mester műveit, hogy Rigaud magángyűjteményében 1703-ban nyolc Van Dyck festmény szerepelt: egy nagy Szűz angyalokkal, egy brüsszeli polgármester, egy Szűzanya vázlata, egy alvó gyermek vázlata, egy spanyol katona, egy önarckép, egy Fortuna és egy Mária mennybevétele. E festményeken kívül Rigaud számos más művész alkotásait gyűjtötte össze, amelyek nemcsak saját alkotásaihoz, valamint az emberi test pózainak és drapériáinak tanulmányozásához szolgáltak ihletforrásul, hanem egy bizonyos személyes ízlés és művészet iránti szeretet megszerzéséhez is. Ezek között volt hét Rembrandt, négy Rubens, egy Tiziano, egy Forest és két Bourdon vászna. 

## Szerencse

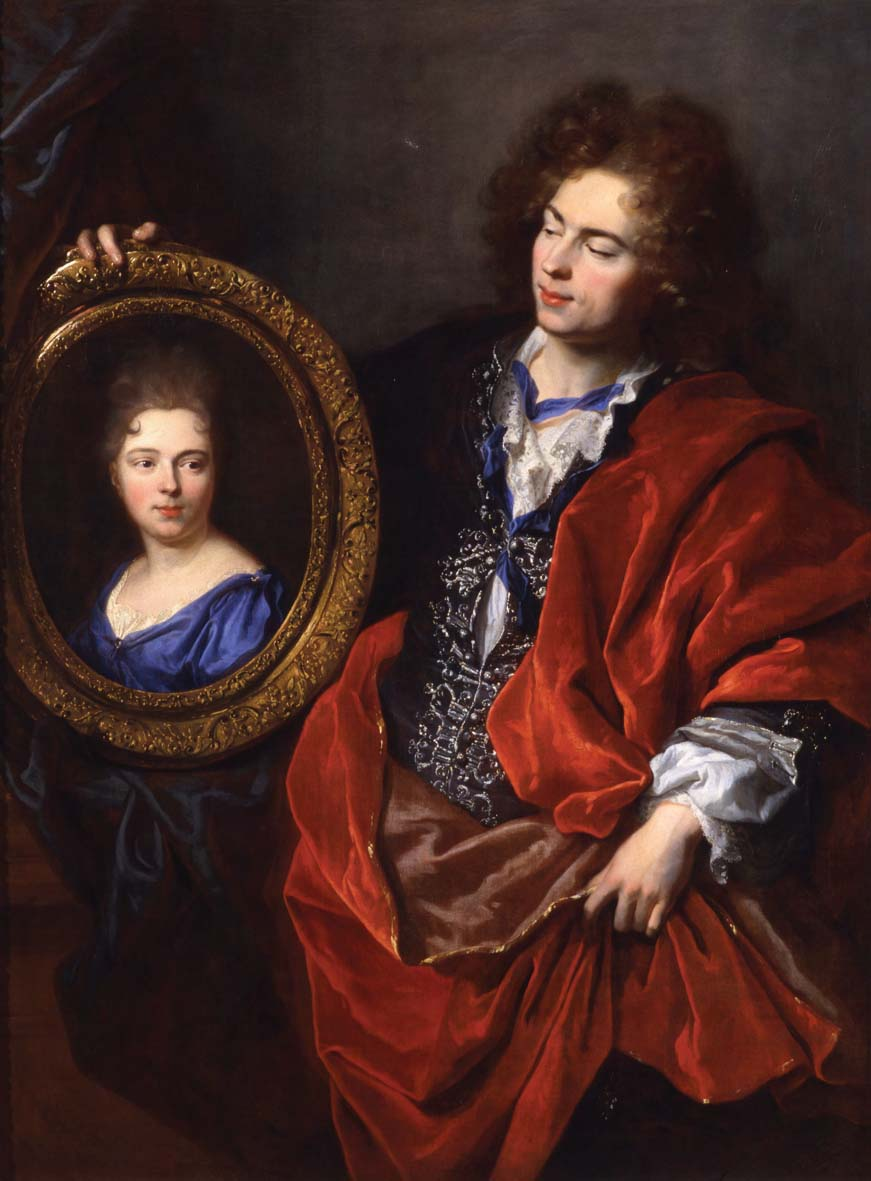
Jean Baptiste Monginot

Rigaud művei ma a világ legnagyobb múzeumait népesítik be. Az általa készített munkák pontos száma a mai napig vitatott, hiszen ő maga hagyott ránk egy igen részletes katalógust festményeiről, de több mint ezer festményt is felsorol, amelyeket modellként használt. Ez a katalógus 1919-ben jelent meg, és ma Rigaud festményeinek egyik fő forrása. Emiatt okkal feltételezhető, hogy Rigaud fő műveit vagy a legrangosabb megbízásokat jelölte meg, sok más festményt kihagyva.
1820-ban szülővárosában, Perpignanban, a Pyrénées-Orientales Emmanuel-Ferdinand de Villeneuve-Bargemon prefektusának erőfeszítései révén neki ajánlotta fel a Musée des beaux-arts Hyacinthe Rigaud megnyitását, amely ma is nyitva áll a nagyközönség előtt. 

## Házasságai és gyerekeik

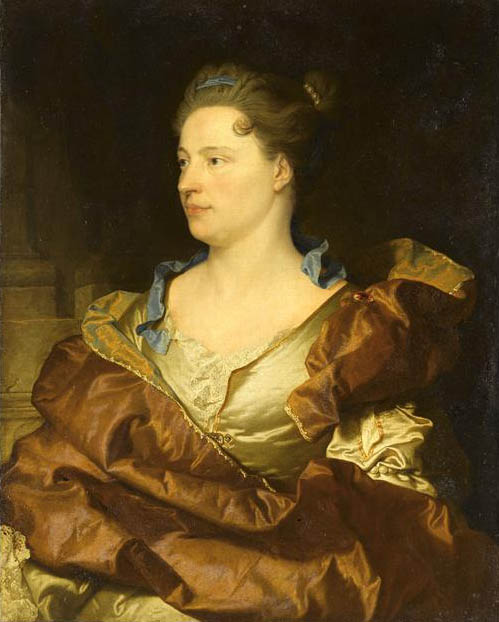
Élisabeth Le Gouy portréja, Rigaud felesége, 1740, Párizs, Louvre Múzeum (jelenleg a Musée Rigaudban van letétben Perpignanban)

44 éves korára Rigaud élete nagy részét karrierjébe fektette anélkül, hogy aggódott volna a házasság miatt. Beosztása azonban megkövetelte tőle, hogy megszentelt házastársává tegye egyik nőtársát, és ezért végül úgy döntött, hogy aláírja a házassági szerződést.
1703. május 17-én délelőtt a rue des Prouvaires-re ment, nem messze a rue Neuve-des-Petits-Champs utcától, ahol lakott. Itt ismerkedett meg Nicolas-Charles de Beauvais közjegyzővel, aki Marie-Catherine de Chastillont, a francia parlament ügyészének lányát hozta, s akivel a festő polgári házasságot kötött. A vőlegény tanúi között, akik a szerződés aláírására jöttek, egy sor embert említenek, akiket Rigaud hívott erre az alkalomra, mindannyian ügyfelei, akik az ismerősei elitjébe tartoztak: Franciaország marsallja, Anne-Jules de Noailles, Jean-Baptiste Colbert és Jules Hardouin-Mansart . Az országos levéltárban máig őrzött okirat említést tesz a két házastárs jó viszonyáról, de mindenesetre ez az élettársi kapcsolat a szerződés aláírása után hét hónappal a következő november 23-án megszakadt anélkül, hogy a házasságot megkötötték volna.
1710. május 17-én másodszor is megházasodott, ezúttal templomban Élisabeth de Gouy-val, aki már Jean Le Juge, a Nagytanács végrehajtójának özvegye és számos gyermek édesanyja volt. Rigaud már 1699-ben találkozott a nővel, amikor családi portrét festett róla, férjéről és legidősebb gyermekükről. Azonban ebben az esetben is megkötötték a házassági szerződést, amely a javak abszolút szétválasztását írta elő, tekintettel Rigaud munkássága során felhalmozott hatalmas vagyonra (csaknem 80 ezer livre), miközben felesége csak néhány bútordarabot birtokolt, és a férjétől örökölt házat, ahol élt. Ennek a szerződésnek az oka abban keresendő, hogy Rigaud meg akarta akadályozni, hogy felesége első házasságából származó gyermekei egy napon jogtalanul kihasználják a felhalmozott pénzt ellenszolgáltatás nélkül elherdálják. Mindazonáltal soha nem mulasztotta el személyesen támogatni örökbefogadott gyermekeit, valamint támogatni őket saját gyermekeik nevelésében, akiket Rigaud mindig is nagyon szeretett.
Rigaud-nak még ebből a második házasságából sem voltak örökösei, és amikor meghalt, végrendeletében gondoskodott arról, hogy a saját vagyonából, máshol letétben maradt vagyonából nyugdíj formájában évente hagyatékot biztosítson feleségének.

## Művei listája

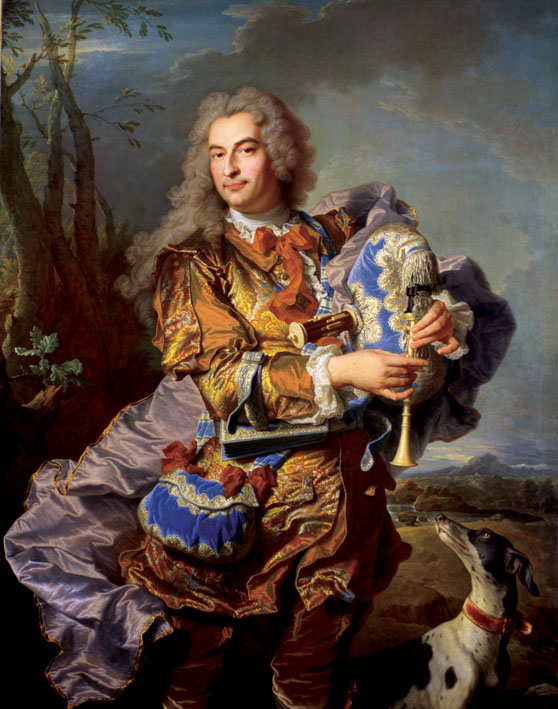
Gaspard de Gueidan dudázó portréja, 1738, Aix-en-Provence, Musée Granet

A Hyacinthe Rigaud által hosszú pályafutása során készített számos alkotás közül a legjelentősebbek, amelyek minden bizonnyal a legjobban fejezik ki a katalán festő alkotói szellemét és festészetének sajátosságát:
- Everhard Jabach portréja, 1688, olaj, vászon, 135×105,5 cm, Château de Bussy-Rabutin
- Párizs polgármestere és tanácsosai XIV. Lajos tiszteletére ünnepséget kívánnak rendezni a városházán az 1689-es megbékélésért, olaj, vászon, Amiens, Musée de Picardie
- Anne-Jules de Noailles portréja, 1691, olaj, vászon, 82×64 cm, Grenoble, Grenoble Múzeum
- Önarckép kék köpennyel, 1696, Franciaország, Château de Groussay
- Armand Jean Le Bouthillier de Rancé portréja, 1696–1697, olaj, vászon, 196×149 cm, Soligny-la-Trappe, Notre-Dame de la Trappe apátsága
- XIV. Lajos portréja koronázási ruhájában, 1701, olaj, vászon, 277×194 cm, Párizs, Louvre Múzeum
- III. Pfalz-Zweibrücken Keresztély portréja, 1706, olaj, vászon, 82×63 cm, Ansbach, Staatsgalerie Ansbach
- Antin hercegének portréja, 1708–1719, olaj, vászon, 138×103 cm, Versailles, Versailles-i Palota Múzeuma
- Pfalzi Elisabeth Charlotte portréja, 1713, olaj, vászon, 144×112 cm, Berlin, Deutsches Historisches Museum
- XV. Lajos portréja, 1715, Versailles-i Palota Múzeuma
- XV. Lajos portréja, 1721, Madrid, Nemzeti Örökség
- XV. Lajos portréja, 1727–1729, Versailles-i Palota Múzeuma
- Sinzendorf gróf portréja, 1729, olaj, vászon, 166×132 cm, Bécs, Kunsthistorisches Museum
- Auvergne bíborosának portréja, 1732, olaj, vászon, 142×113 cm, Franciaország, magángyűjtemény
- Gaspard de Gueidan dudán játszó portréja, 1738, olaj, vászon, Aix-en-Provence, Musée Granet
- János II. Ferenc Brignole-Sale , 1738 k., olaj, vászon, 101,5×80,2 cm Genova, Strada Nuova Múzeumok

## Fordítás
- Ez a szócikk részben vagy egészben  a   Hyacinthe Rigaud című olasz Wikipédia-szócikk ezen változatának fordításán alapul.  Az eredeti cikk szerkesztőit annak laptörténete sorolja fel. Ez a jelzés csupán a megfogalmazás eredetét és a szerzői jogokat jelzi, nem szolgál a cikkben szereplő információk forrásmegjelöléseként.

## Bibliográfia
- Hyacinthe Rigaud dessinateur, L'Estampille-L'Objet d'art (francia nyelven). Paris: Faton (2000). OCLC 170967955
- Catalogue de la Vente des tableaux, desseins, estampes et bosses provenant du cabinet de M. Collin de Vermont, peintre ordinaire du Roi & adjoint à recteur de son académie royale de peinture & de sculpture. Dans lesquels sont compris des tableaux, desseins & estampes de M. Rigaud, peintre du Roi  (francia nyelven). Paris: Didot (1761)
- Mémoires inédits sur la vie et les ouvrages des membres de l’Académie royale de peinture et de sculpture, publiés d’après les manuscrits conservés à l’école impériale des beaux-arts (angol nyelven). Paris: Société de l'histoire de l'art français (1854)
- Essay sur la vie et les ouvrages de Monsieur Rigaud par Monsieur Collin de Vermont, peintre ordinaire du Roy et professeur en son Académie royale de peinture, publié après la mort de Rigaud. Paris: Mercure de France (1744-11)
- La Famille et le milieu social du peintre Rigaud. Perpignan: Connaissance du Roussillon (1973)
- Abrégé de la vie des plus fameux peintres, avec leurs portraits gravés en taille-douce, les indications de leurs principaux ouvrages, Quelques réflexions sur leurs Caractères, et la manière de connoître les dessins des grands maîtres. Paris: De Bure (1745)
- Procès-verbaux de l’Académie royale de peinture et de sculpture (1648-1793) publiés par Anatole de Montaiglon d’après les registres originaux conservés à l’École des beaux-arts de Paris. Paris: Société de l’histoire de l’art français (1875–1892)
- Hyacinthe Rigaud (1659–1743), le peintre des rois (francia nyelven). Montpellier: Nouvelles Presses du Languedoc (2004). ISBN 2-85998-285-X. OCLC 58986292
- Hyacinthe Rigaud (1659–1743), catalogue concis de l'œuvre (francia nyelven). Sète: Les Nouvelles Presses du Languedoc (2013). ISBN 978-2-35414-097-7. OCLC 854889240
- Le Livre de raison du peintre Hyacinthe Rigaud. Paris: Laurens (1919)
- Catalogue de l'exposition Rigaud intime. Perpignan: La Celestina (2009)
- Dictionnaire Louis XIV, Bouquins (francia nyelven). éditions Robert Laffont (2015). ISBN 978-2-221-12482-6